# Seuthes
Genre
Seuthes est un genre d'opilions laniatores de la famille des Assamiidae.

## Distribution
Les espèces de ce genre se rencontrent en Sierra Leone et en Guinée équatoriale,.

## Liste des espèces
Selon World Catalogue of Opiliones (22/06/2021) :
- Seuthes inermis Prieto & Santos, 2010
- Seuthes simonis (Sørensen, 1932)

## Publication originale
- Roewer, 1935 : « Alte und neue Assamiidae. Weitere Weberknechte VIII (8. Ergänzung der "Weberknechte der Erde" 1923). » Veröffentlichungen aus dem Deutschen Kolonial- und Übersee-Museum in Bremen, vol. 1, no 3, p. 1–168.